# Кіддер (округ, Північна Дакота)
Шаблон:StateAbbr_ 46°59′ пн. ш. 99°47′ зх. д. / 46.98° пн. ш. 99.78° зх. д.
Округ Кіддер (англ. Kidder County) — округ (графство) у штаті Північна Дакота, США. Ідентифікатор округу 38043.

## Історія
Створений територіальним законодавчим органом у 1872-73 рр. Названий на честь Джефферсона Парріша Кіддера (1816—1883), який був делегатом Конгресу з Дакоти (1875-79), а також асоційованим суддею територіального Верховного суду, 1865-75 та 1879-83. Уряд організовано: 22 березня 1881 р.

## Демографія
За даними перепису 2000 року
загальне населення округу становило 2753 особи, усе сільське.
Серед мешканців округу чоловіків було 1398, а жінок — 1355. В окрузі було 1158 домогосподарств, 788 родин, які мешкали в 1610 будинках.
Середній розмір родини становив 2,91.
Віковий розподіл населення поданий у таблиці:
| Стать    | До 15 років | 15-21 | 22-29 | 30-39 | 40-49 | 50-65 | 65-85 | Понад 85 |
| -------- | ----------- | ----- | ----- | ----- | ----- | ----- | ----- | -------- |
| Чоловіки | 252         | 136   | 78    | 163   | 243   | 228   | 268   | 30       |
| Жінки    | 231         | 107   | 56    | 159   | 206   | 232   | 299   | 65       |

## Суміжні округи
- Веллс — північ
- Статсмен — схід
- Логан — південь
- Еммонс — південний захід
- Берлі — захід
- Шерідан — північний захід

## Виноски
1. ↑  
County History. Official Portal for North Dakota State Government. Архів оригіналу за 02.02.2015. Процитовано 17.03.2018.
2. ↑  US Decennial Census. US Census Bureau. Архів оригіналу за 26 квітня 2015. Процитовано 28 січня 2015.
3. ↑  Historical Census Browser. University of Virginia Library. Архів оригіналу за 11 серпня 2012. Процитовано 28 січня 2015.
4. ↑  Forstall, Richard L., ред. (20 квітня 1995). Population of Counties by Decennial Census: 1900 to 1990. US Census Bureau. Архів оригіналу за 5 березня 2015. Процитовано 28 січня 2015.
5. ↑  Census 2000 PHC-T-4. Ranking Tables for Counties: 1990 and 2000 (PDF). US Census Bureau. 2 квітня 2001. Архів оригіналу (PDF) за 18 грудня 2014. Процитовано 28 січня 2015.
6. ↑  State & County QuickFacts. United States Census Bureau. Архів оригіналу за 7 червня 2011. Процитовано 1 листопада 2013.(англ.) Наведено за англійською вікіпедією.
7. ↑  American FactFinder. Бюро перепису населення США. Архів оригіналу за 29 липня 2011. Процитовано 31 січня 2008.

| США | Це незавершена стаття з географії США. Ви можете допомогти проєкту, виправивши або дописавши її. |